# William Darlington
William Darlington (Birmingham, Condado de Chester, Pensilvânia, 28 de abril de 1782 – West Chester, Condado de Chester, 23 de abril de 1863) foi um médico, político e botânico norte-americano. Foi membro da  Câmara dos Representantes dos Estados Unidos pela Pensilvânia.

## Biografia
William Darlington, primo de Edward Darlington e Isaac Darlington, primo-segundo de Smedley Darlington, nasceu em Birmingham, Pensilvânia. Estudou na Friends School de Birmingham e passou sua juventude numa fazenda. Interessou-se pela botânica muito cedo; estudou medicina e obteve o título de doutor pela Universidade da Pensilvânia de Filadélfia em 1804. Em 1806 embarcou como cirurgião para a Insulíndia. Em 1807 retornou para West Chester, onde exerceu a prática da medicina por muitos anos. Arregimentou uma companhia de voluntarios para a Guerra de 1812 e foi major de um regimento.
Darlington foi eleito como Repulicano para exercer a 14ª legislatura do Congresso. Foi eleito novamente para a 16ª legislatura e reeleito para a 17ª legislatura. Foi presidente da West Chester Railroad. Fundou uma sociedade de história natural em West Chester em 1826 e publicou vários trabalhos sobre botânica e história natural. Foi diretor e presidente do National Bank de Chester County entre 1830 e 1863.